# Gerd Welz
Gerd Welz (* 2. Juni 1944 in Flensburg) ist ein ehemaliger deutscher Handballspieler und -trainer.

## Werdegang
Welz begann seine Karriere beim TSV Glücksburg 09. Mit dem Flensburger TB wurde er 1967 Landesmeister im Feldhandball. Im selben Jahr begann er an der Kieler Christian-Albrechts-Universität Sport und Biologie zu studieren. Über die Universitäts-Mannschaft kam er zum THW Kiel, für den er ab 1968 in der Handball-Bundesliga auflief. In der Saison 1975/76 wurde Welz nach dem Rücktritt des Trainers Werner Kirst Spielertrainer der Zebras. Nachdem ihm die Qualifikation zur eingleisigen Bundesliga gelang, übergab er 1977 den Trainerposten an Željko Seleš, und  beendete 1978 seine Spielerlaufbahn.
Als Werner Kirst, der 1978 nach der Entlassung von Seleš nochmals Trainer beim THW wurde, Ende 1978 erneut zurücktrat, wurde Welz wiederum Spielertrainer. Sein letztes Spiel für die Kieler war das Finale des DHB-Pokals 1979, das der THW mit 14:19 gegen den TSV Grün-Weiß Dankersen verlor. 1980 beendete er dann endgültig sein Engagement als Bundesligatrainer des THW. Das Angebot, als Manager beim THW zu arbeiten, lehnte Welz ab, weil er dafür seinen Beruf als Lehrer am Kieler Ernst-Barlach-Gymnasium hätte aufgeben müssen.
Später trainierte er die Jugend beim THW Kiel und bildete 1984 für die Deutsche Gesellschaft für Technische Zusammenarbeit an der Universität von Jordanien jordanische Handballspieler aus.
Mit der deutschen Nationalmannschaft, für die Welz in 36 Länderspielen 23 Tore erzielte, nahm er an den Weltmeisterschaften 1970 und 1974 teil. Dabei erreichte die Mannschaft die Plätze 5 und 9.
2011 veröffentlichte Gerd Welz ein Buch mit dem Titel: German Dynamite. Evolution und Revolution im Handball. Eine neue Spielweise im Handball.